# Zwarte incakolibrie
De zwarte incakolibrie (Coeligena prunellei) is een vogel uit de familie Trochilidae (kolibries).
Het is een kwetsbare, endemische vogelsoort in Noord- en Midden-Colombia.

## Kenmerken
De vogel is 11 cm lang, het is een donkere kolibrie met een lange, dunne, naaldvormige snavel. De vogel is overwegend zwart met opvallende witte vlekken op de overgang tussen hals en borst. Op de schouder is de vogel glanzend blauw en op de keel bevindt zich een blauw-groene glanzende vlek. De staart is zwart en gevorkt. De poten zijn roze. Het vrouwtje is doffer van kleur.

## Verspreiding en leefgebied
Deze soort is endemisch in vochtige, montane bossen op de westelijke hellingen van de Andes op 1675 tot 2500 m boven zeeniveau in de Colombiaanse departementen Santander, Boyacá en Cundinamarca.

## Status
De zwarte incakolibrie heeft een beperkt verspreidingsgebied en daardoor is de kans op uitsterven aanwezig. De grootte van de populatie werd in 2022 door BirdLife International geschat op 7,5 duizend individuen en de populatie-aantallen nemen af. Het leefgebied wordt aangetast door versnippering, ontbossing waarbij natuurlijk bos wordt omgezet in gebied voor agrarisch gebruik en menselijke bewoning. Om deze redenen staat deze soort als kwetsbaar op de Rode Lijst van de IUCN.